# Ubuntu Netbook Edition
Ubuntu Netbook Edition (Ubuntu Netbook Remix) was een lichtgewicht versie van het besturingssysteem Ubuntu, geoptimaliseerd voor netbooks of andere toestellen met kleinere schermen voorzien van een Intel Atom-processor. UNR werd voorgeïnstalleerd op verschillende netbooks zoals Dell Inspiron Mini 10v en Toshiba NB100. Er was een Intel Atom-processor of beter nodig met ten minste 384 MB RAM en 4 GB hardeschijfruimte. Ubuntu Netbook Edition wordt niet meer verder ontwikkeld door Canonical. De Unity-interface die ontwikkeld werd voor Ubuntu Netbook Edition is immers de standaard grafische gebruikersinterface sinds Ubuntu 11.04.

## Software
Volgende software werd standaard geïnstalleerd samen met Ubuntu Netbook Edition: 
- Webbrowser - Firefox
- E-mail - Evolution
- Instant messenger - Pidgin (zal vervangen worden door Empathy in toekomstige uitgaven)
- Mediaspeler - Rhythmbox
- E-boeklezer - FBReader
- RSS-lezer - Liferea
- Fotoviewer - F-Spot
- Kantoorsuite - OpenOffice.org

### Codecs
- MPEG4 (H.264)
- MP3
- AAC
- Windows Media